# Conference (Birne)

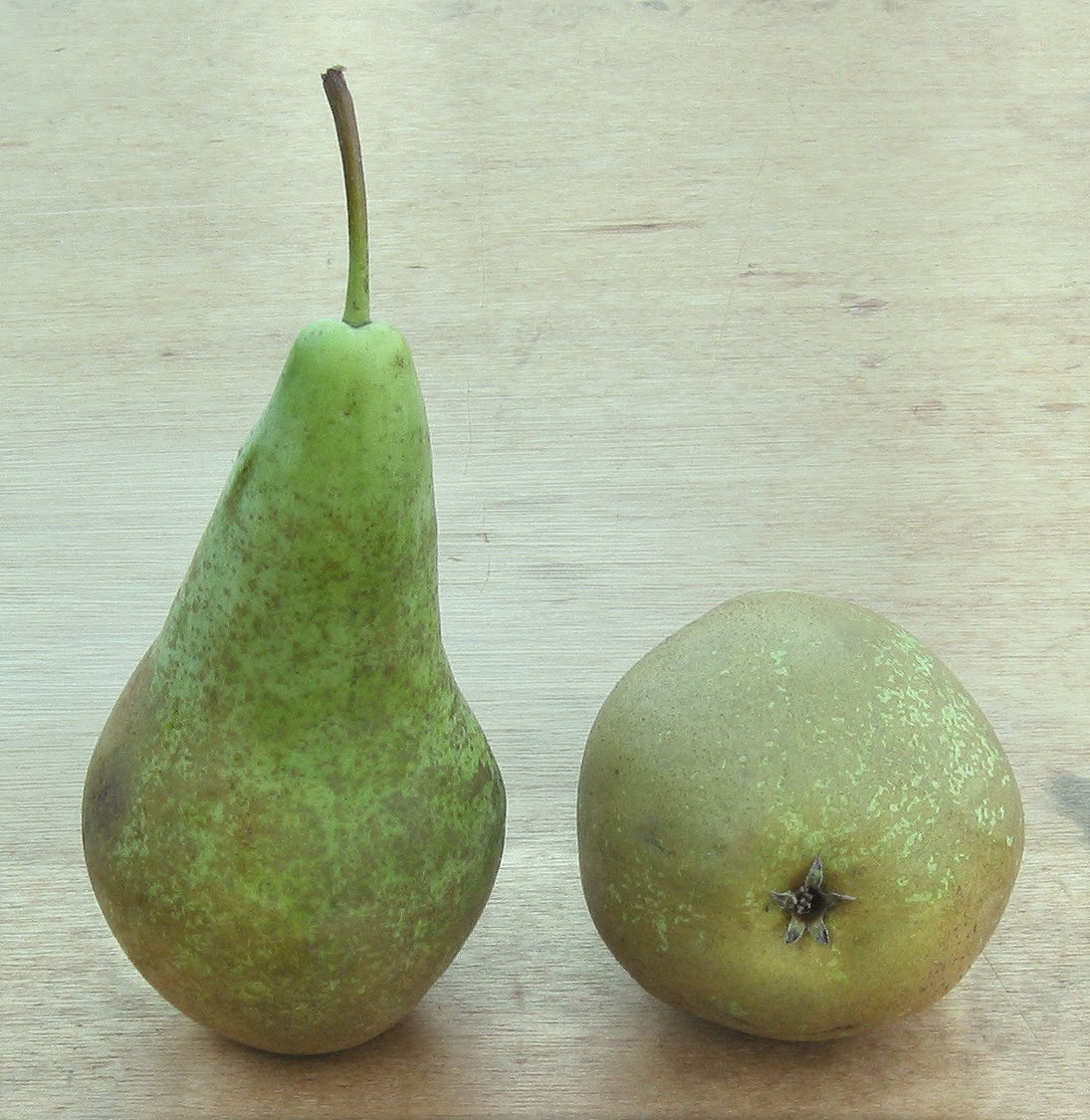
Zwei Birnen der Sorte ‘Conference’

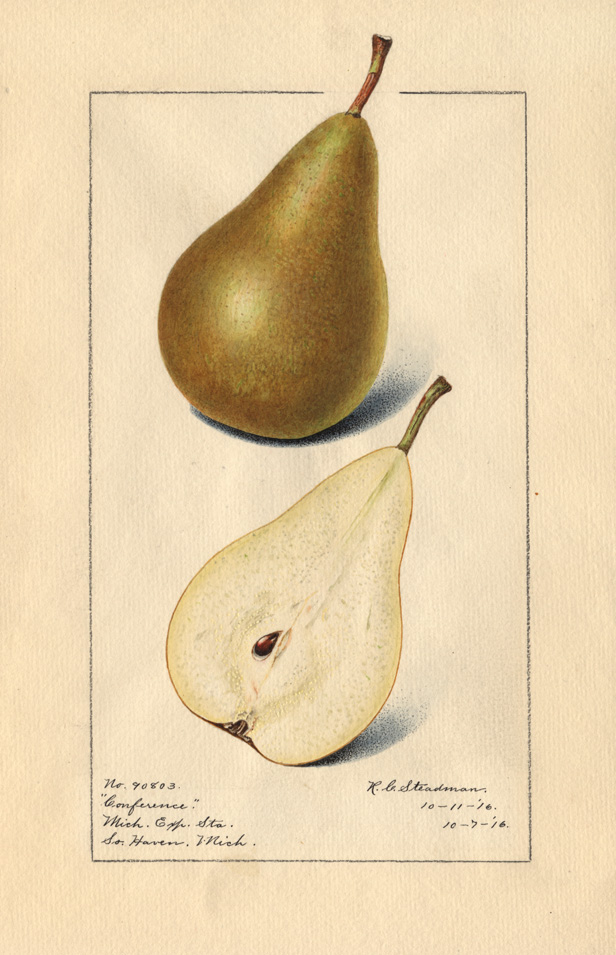
Aquarell der Conference-Birne

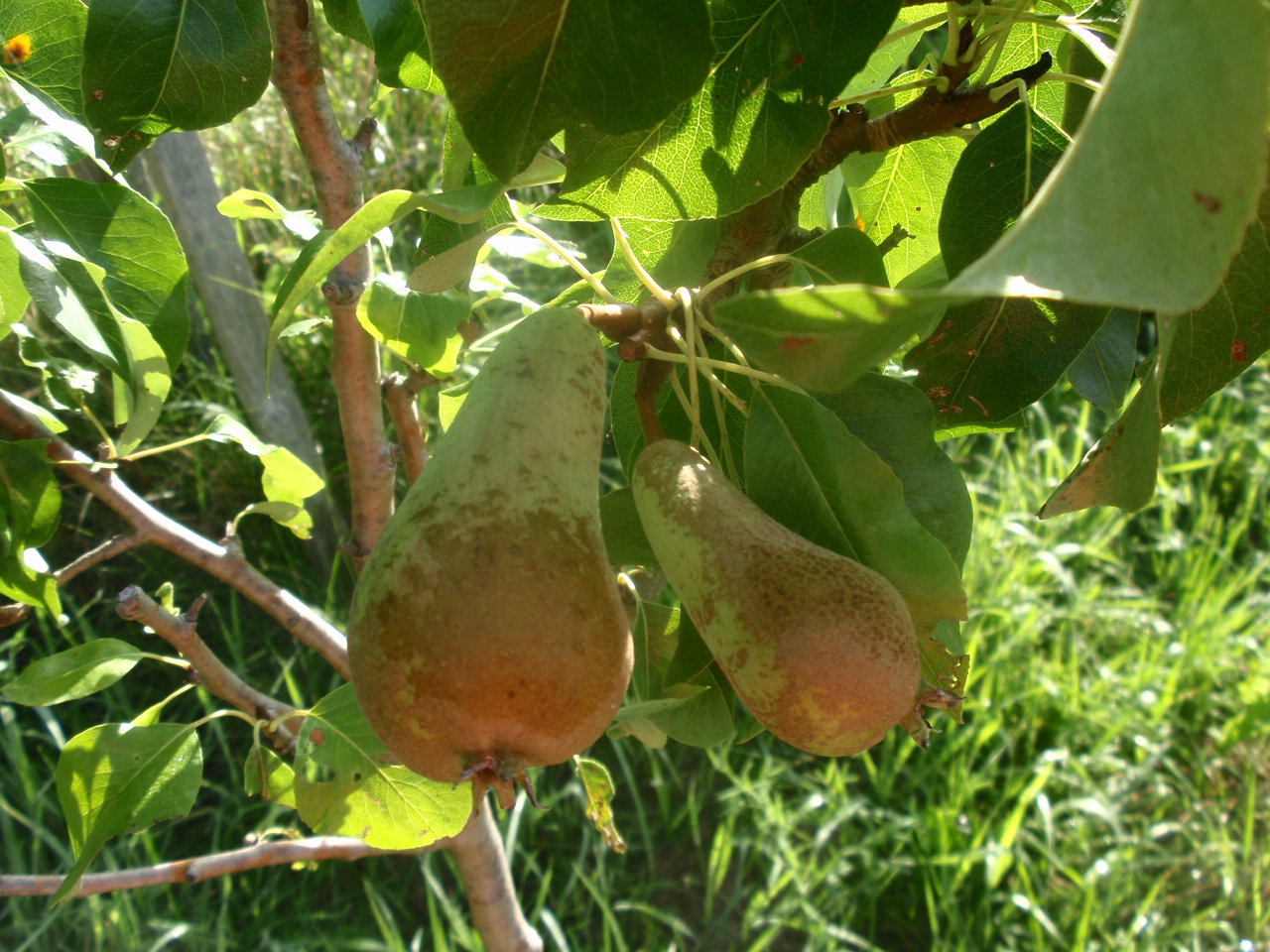
Conference-Birne

Conference ist eine Hauptsorte der Birne (Pyrus communis). Sie wurde 1895 vom englischen Züchter Thomas Francis Rivers bei der National Pear Conference der Royal Horticultural Society in Chiswick eingeführt und wurde nach dieser benannt ('Konferenzbirne').

## Herkunft, Mutanten und Abkömmlinge
Conference ist ein Zufallssämling aus Sawbridgeworth/Hertfordshire/England.
Von Conference stammen vier bekannte Mutanten ab:
- 'Conference Primo', 1960, Niederlande: größere Früchte aber geringere Erträge

- 'Dubbele Conference', Niederlande: größere Früchte aber geringere Erträge
- 'Novi Conference', Belgien: größere Früchte
- 'Conference M202', Niederlande: größerer Bauch[1]

Conference wurde in der Züchtung häufig als Elter eingesetzt. Abkömmlinge sind:
- 'Concorde' (Großbritannien): 'Vereinsdechant' als Muttersorte, 'Conference' als Vatersorte
- 'Bristol Cross' (Großbritannien): 'Williams Christbirne' als Muttersorte, 'Conference' als Vatersorte
- 'Condo' (Niederlande): 'Vereinsdechant' als Vatersorte, 'Conference' als Muttersorte
- 'Diana' (Tschechien): 'Nordhäuser Winterforelle' als Vatersorte, 'Conference' als Muttersorte[2]

## Verwendung
Der Baum ist in erster Linie für Formobstbau geeignet, auch Hochstämme und Spaliere sind möglich. Die Sorte ist für den Hausgarten gut geeignet, für den europäischen Erwerbsanbau ist sie eine Hauptsorte. Da sie auf Quittenunterlage gut verträglich ist, wird sie häufig als Stammbildner für andere Birnensorten verwendet.

## Standortansprüche
Die Sorte ist nicht für jeden Standort geeignet. Fruchtbare und frische Böden sind Voraussetzung für einen gesunden Wuchs, trockene Böden wirken sich negativ aus. Kalkreiche Böden führen häufig zu Chlorosen. Kühlere Temperaturen verträgt sie gut und ist deshalb auch für Höhenlagen geeignet, zu viel Sonneneinstrahlung kann allerdings zu Sonnenbrand und im Extremfall zu Blattfall führen.

## Baum
Der Baum zeigt einen starken Wuchs, der sich im Streuobstanbau zur typischen hohen (hochpyramidalen) Birnbaumform entwickelt. Die glänzenden Blätter haben eine charakteristische, graugrüne Färbung und sind länglich-oval und ganzrandig. Fruchtholz bildet sich sowohl an ein- als auch an mehrjährigen Kurztrieben, aber auch endständig an einjährigen Langtrieben.

## Blüte
Die Sorte ist diploid, und daher ein guter Pollenspender. Befruchtersorten sind 'Boscs Flaschenbirne', Bunte Julibirne', 'Clapps Liebling', 'Köstliche von Charneux', 'Gellerts Butterbirne', 'Gute Luise','Trevoux', 'Vereinsdechant' oder 'Williams Christbirne'. Die Sorte neigt bei schlechter Bestäubung der Blüten zu Parthenokarpie.

## Frucht
Die Frucht ist mittelgroß, 50–60 mm breit, 70–100 mm hoch, etwa 155–200 g schwer. Die Gestalt ist flaschenförmig, kelchbauchig, um den Kelch gerundet, stielwärts zugespitzt und leicht eingezogen. Eine Stielgrube fehlt. Der Stiel ist 35–45 mm lang, dünn, gegen den Ansatz verdickt, holzig und geht allmählich in die Frucht über. Die Kelchgrube ist eng, flach und regelmäßig, um den Kelch oft mit einem hellen, rostfreien Ring. Der Kelch ist mittelgroß bis groß, offen und braun. Die Zipfel sind an der Basis verwachsen, teilweise aufgerichtet und längsgerollt oder zurückgeschlagen. Die Oberfläche ist rau und trocken. Die grüne Grundfarbe hellt grüngelb auf, eine Deckfarbe fehlt meistens. Die Lentizellen sind klein, braun und unauffällig. Charakteristisch ist die feine, braune, oft schuppige, in der Kelchpartie zusammenhängende, gegen den Stiel sich fleckenartig auflösende Berostung. Die Kelchröhre ist schüsselförmig oder dreieckig und klein. Das Kernhaus ist mittelgroß, spindelförmig und hohlachsig. Die Fächer sind mittelgroß. Die Samen sind kastanienbraun, gegen den Ansatz eingeschnürt, gut entwickelt. Das gelblichweiße, bei vollreifen Früchten gegen das Kernhaus lachsfarben gerötete Fruchtfleisch ist schmelzend, fein, saftig, süß, mit angenehmem Gewürz.
Pflückreif sind die Früchte ab Mitte September, genussreif dann ab Oktober. Vollreif wird das Fruchtfleisch schnell teigig, etwas vorher gepflückt halten sich die Früchte im Normallager bis in den Dezember. Sie eignen sich für mehrmonatige Kühl- oder CA-Lagerung, nach der sie gut nachreifen.
Die 'Conference' ist eine der fruchtbarsten Birnen. Sie hat eine geringe Neigung zur Alternanz, die mit Ausdünnung verhindert werden kann.

## Anfälligkeiten für Krankheiten
Die Sorte ist nicht anfällig für Schorf, aber für Bakterienbrand und Birnenverfall. Gelegentlich werden Fraßschäden durch Vögel beobachtet.